# وسفونجرد

وسفونجرد یا بسنگرد روستایی در ۷۵ کیلومتری غرب قم، ۴۷ کیلومتری ساوه، ۱۳۰ کیلومتری شهر اراک و ۲۱۰ کیلومتری تهران است. درگذشته نزدیک، این روستا یکی از روستاهای شهرستان تفرش بود.

## تاریخچه بسنگرد
واژه وسفونجرد معرب کلمهٔ بسنگرد است. پسوند گرد که در جاینام‌های ایرانی زیاد دیده می‌شود از فعل کردن و به معنای «ساخته توسط …» است.
مردم بسنگرد برخلاف روستاهای اطراف که بیشتر خلج هستند به زبان فارسی صحبت می‌کنند، و برخی واژه‌های خاص گویش خود را دارا هستند. براساس پژوهشهای یکی از باستان‌شناسان بومی این منطقه، تاریخچه زندگی در این روستا به حدود ۳۰۰۰ سال قبل می‌رسد. عباس‌زاده در توضیح سابقهٔ وسفونجرد می‌گوید: «چون در حدود ۱۷ کیلومتری این روستا در روستای دولت‌آباد، در تپه گردالی آثاری از حدود ۵۰۰۰ سال پیش بدست آمده، احتمال دارد که در آینده نزدیک آثاری قدیمی‌تر در این منطقه نیز بدست بیاید.»
قدیمی‌ترین اثر بدست آمده در این روستا کاسه و قوری سفالی مربوط به عصر آهن (‎۱۴۵۰–۵۵۰ قبل از میلاد) است. همچنین در این روستا چندین سنگ آسیاب آبی مربوط دوره ساسانیان نیز بر جای مانده است که نشان از رونق این روستا در دوره ساسانی دارد. از دوره صفویان نیز آثار زیادی همچون حمام خزینهٔ روستا، سنگ قبرهای بالای استخر مادِوِنان باقی مانده‌اند.

## جغرافیای طبیعی بسنگرد
بسنگرد روستایی ییلاقی در دامنه رشته کوه‌های مرکزی ایران است. آب و هوای این روستا در زمستان سرد و خشک، و در تابستان معتدل است. وسفونجرد از نظر ریخت‌شناسی، روستایی «پلکانی» است که در دو طرف دامنه کوهی ساخته شده است. درگذشته بیشتر خانه‌ها از خشت و گل ساخته می‌شدند و دارای ایوانی رو به دشت بودند، اما امروزه بیشتر خانه‌های خشتی-گلی جای خود را به خانه‌های آجری با سقف شیروانی یا مسطح آهنی داده‌اند.
بافت اصلی و قدیمی روستا شامل محله بالا و محله پایین می‌شود، اما در کنار این دو محلهٔ قدیمی، محلات جدیدی همچون شَلبِبا، بونَبا، درآسیاب و الله محمدعلی ساخته شده‌اند.
بسنگرد دارای دو دشت چسبیده به روستا به نام‌های باغ بالا و باغ پایین است که عمده زمین‌های کشاورزی و باغهای روستا در امتداد این دو دشت قرار دارند؛ بقیه دشتهای روستا به صورت مزارعی بزرگ در اطراف روستا واقعند. مادونان، باگزنه، احمدآباد، بادشته، قزل چشمه و بستان از مهم‌ترین مزارع اطراف این روستا هستند. آب کشاورزی روستا از طریق قنات اصلی روستا که در شمال غربی روستا در مزرعه باغ بالا قرار دارد تأمین می‌شود، و درطی یازده روز کل زمین‌های کشاورزی روستا را سیراب می‌کند. در روستا چشمه و قنات‌های دیگری همچون قنات دیلیون و چشمه محله بالا وجود دارند که در آبیاری زمین‌های روستا به قنات اصلی ده کمک می‌کنند.

## فرهنگ بسنگردی‌ها
بسنگردی‌ها مردمی اصیل و میهمان‌نواز هستند که در بسیاری از آداب و رسوم و زبان خود با روستاهای اطراف تفاوت دارند. بر اساس تفاوت‌هایی که در زبان، پوشاک و فرهنگ مردم این روستا با روستاهای اطراف وجود دارد، به نظر می‌رسد مردم بسنگرد به همراه روستاهای نویس، قاهان و کهندان از نظر پیشینهٔ تاریخی دارای قدمت بیشتری در منطقه باشند. بیشتر مردم روستاهای اطراف خلج هستند و به زبان خلجی صحبت می‌کنند، در حالی که مردم این سه روستا بیشتر به زبان فارسی و گاهی اوقات اسم‌ها را با یک ک اضافه صدا می‌نمایند مثل حسنک یا علیک سخن می‌گویند. بر اساس کتاب آوه اولین شهر شیعی، و کتاب فرهنگ مردم کوهپایه ساوه، خلج‌ها طایفه‌ای از ترک‌ها بودند که پس از ورود غزنویان و سلجوقیان درقرون ۴ و ۵ هجری وارد این منطقه شدند؛ لذا بر اساس واژه‌شناسی نام روستا و همچنین آثار بدست آمده در گوشه کنار روستا، بسنگرد از جمله روستاهای باستانی و کهن منطقه است که نسبت به روستاهای اطراف به خصوص روستاهایی که دارای فرهنگ خلجی هستند از قدمت بیشتری برخوردار است.
از محصولات باغی بسنگرد می‌توان به بادام و گردو، انار، گیلاس، آلبالو اشاره کرد
آیین‌ها سنتی مردم بسنگرد
عزاداری ایام محرم:
عزاداری مردم روستای بسنگرد در ایام شهادت حضرت امام حسین (ع) بخصوص دههه اول محرم قدمتی چند صد ساله داشته است بطوری که به گفته بزرگان و کهنسالان روستا در طی قرن گذشته این عزاداری با شور و شوق و ارادت به شهدای کربلا در ایام محرم و اربعین برپا می‌شده است. عزاداری محرم در روستای وسفونجرد در چند بخش تقسیم می‌شود
بخش اول :پیشواز محرم
هرساله چند روز مانده به محرم مردم روستای بسنگرد اعم از زن و مرد، دختران و پسران با حضور در حسینه روستا ضمن غبار روبی، پرچم‌های و آذین‌های عزای محرم را برپا می‌کنند و با سیاه پوش کردن حسینه رنگ و بوی عزاداری محرم را به این مکان می‌دهند.
از مراحل دیگر آماده‌سازی آشپزخانه جهت پذیرایی میهمانان محرم است در این مرحله دختران ده با شستن ظروف و آماده‌سازی آنها، تمیز کردن حبوبات و.. به استقبال محرم می‌روند.
پخت نذری‌های محرم:
از دیرباز سنت پذیرایی محرم در روستا برقرار بوده است مردم روستا با پخت خورشت کدو، آش شله و آبگوشت از میهمانان و مردم روستا در ظهرهای روزهای محرم پذیرایی می‌کردند. در سالها بعد ظاهراً این سنت به پخت مجموعه غذایی نذری تبدیل شده است که تمامی مواد اولیه آن برگرفته از تولیدات خود روستاییان بوده است، سینی نذری مردم روستا شامل فرنی، تر حلوا (نوعی حلوای محلی) آش جو، آبگوشت به همراه سبزی خوردن و ماست با نان محلی می‌شود.
مردم روستای محرم نذری هر خانه را خرج می‌گویند به این صورت که در ماه محرم در هر روز یک یا دو خانواده مسولیت پذیرایی از میهمانان را برعهده می‌گرفتند. صبح هر روز زنان همسایه پس از دوشیدن شیر گاوهای خود، شیر را نذر کرده و به خانه صاحب خرج می‌بردند تا فرنی پخته شود، یکی از زنان با تجربه مسولیت پخت تر حلوا و فرنی را برعهده می‌گرفت، آش جو و آب گوشت معمولاً از شب قبل بار گذاشته شده بود و آماده می‌شد
از ساعت ۱۰ صبح مردم روستا با مراجعه به منزل صاحب نذر ضمن پذیرایی برای سلامتی اهالی خانواده دعا می‌کنند. بعد از آن در حوالی ظهر فرنی و حلوا را در بشقاب‌ها ریخته تا سرد شوند، آب آبگوشت را هم جدا می‌کنند و گوشت را کوبیده و در بشقاب‌های کوچک می‌ریزند. آش جو را هم در کاسه ریخته و با اسما مذهبی تزیین می‌کنند. پس از پایان نماز جماعت صاحب نذر غذاهای مذکور را در سینی‌ها بزرگ می‌گذارند و با کمک جوانان روستا مجمع‌ها به حسینه روستا برده می‌شود. و بر حسب تعداد میهمانان از هر خانه صاحب خرج ده تا بیست سینی غذا (مجمع غذا) روانه حسینه روستا می‌شود. دور هر مجمع چندین نفر نشسته و غذا را میل می‌کنند معمولاً آبگوشت بصورت گرم در داخل حسینه سرو می‌شود و هر کسی که طلب آبگوشت کند از صاحب نذر آبگوشت می‌گیرد. در سالهای گذشته نان محلی توسط صاحب نذر چند روز قبل از روز خرج پخته می‌شد و همراه با غذا به میهمانان داده می‌شد. با توجه به جمعیت روستا در خیلی از سالها این نذری گاهی تا پایان روزهای محرم ادامه داشت.
تعزیه خوانی :
پس از صرف نهار و تمیز کردن حسینه، بسیاری از اهالی در حسینه حضور داشتند تا مراسم تعزیه شروع شود در دهه اول محرم معمولاً ده مجلس از مجالس تعزیه شهدای کربلا شامل، وداع با مدینه، طفلان مسلم، حر بن ریاحی، حضرت قاسم (ع)، حضرت علی اکبر (ع)، طفلان زینب (س)، تعزیه حضرت ابوالفضل العباس (ع)، تعزیه امام حسین در روز عاشورا، خرابه شام و… توسط تعزیه خوانان و پیر غلامان روستا برپا می‌شد معمولاً هر روز تعداد زیادی از اهالی روستاهای اطراف جهت تماشای تعزیه به روستامی آمدند و در این مراسم حضور داشتند.
عزاداری شبهای محرم:
عزاداری شبهای محرم در روستا معمولاً پس از نماز مغرب و عشا شروع می‌شود هر شب پس از خواندن دعا و زیارت عاشورا، سخنرانی مذهبی انجام و پس از آن با مداحی و سینه زنی همراه است.
علم گردانی در روز تاسوعای حسینی:
مراسم علم گردانی در روستا در روز تاسوعا حسینی به یاد سقا و علمدار دشت کربلا برپا می‌شود در صبح روز تاسوعا مردم روستا جلوی حسینیه جمع می‌شوند و پس از حسین گویان و خروج علم از حسینه در تمامی کوچه‌های روستا علمگردانی و عزاداری می‌کنند مردم روستا ضمن استقبال از عزاداران با شیر و شربت از ایشان پذیرایی می‌کنند برخی از اهالی ضمن قربانی گوسفند گوشت آن را بین نیازمندان توزیع می‌کنند. مراسم علم گردانی تا ظهر ادامه دارد در انتهای مراسم عزاداران ضمن حضور در گلزار شهدای روستا ضمن ادای احترام به ایشان برای اموات و درگذشتگان روستا قرائت فاتحه می‌کنند. بعد از آن ضمن حضور در حسینه صرف نهار را دارند در عصر روز تاسوعا مجلس تعزیه حضرت عباس (ع) برگزار می‌شود.
مراسم روز عاشورا :
در روز عاشورا از صبح مراسم تعزیه امام حسین برپا می‌شود و تا ظهر ادامه دارد هم‌زمان با اذان ظهر نماز ظهر عاشورا خوانده می‌شود و. بعد از مراسم نهار نذری توزیع می‌گردد. در شب نیز مراسم شام غریبان و سفره حضرت رقیه خاتون در حسینه روستا برپا می‌شود.